# سیارک ۶۷۱۵
سیارک ۶۷۱۵ (به انگلیسی: 6715 Sheldonmarks، نامگذاری:1990QS1) شش هزار و هفتصد و پانزدهمین سیارک کشف شده‌است که در ۲۲ اوت ۱۹۹۰ کشف شد.
قدر مطلق سیارک برابر ۱۳٫۳۰ است.